# Габровниця (Камник)
Габровниця (словен. Gabrovnica) — поселення в общині Камник, Осреднєсловенський регіон, Словенія. Висота над рівнем моря: 722 м.